# Rospuda (województwo podlaskie)
Rospuda – wieś w Polsce położona w województwie podlaskim, w powiecie suwalskim, w gminie Filipów.
W latach 1975–1998 miejscowość administracyjnie należała do województwa suwalskiego.
Na zachód od wsi znajduje się jezioro Rospuda Filipowska.